# Задача о 18 точках
Задача о 18 точках (парадокс 18 точек) — одна из задач вычислительной геометрии.

## Формулировка
Поместим на отрезок точку с номером 1. 
Затем добавим ещё одну с номером 2 таким образом, чтобы они оказались в разных половинах отрезка. 
Третью точку добавим таким образом, чтобы все три находились в разных третях отрезка. 
Далее, для точки с номером {\displaystyle N} должно выполняться условие, что все точки от первой до {\displaystyle N}-й находились в различных частях отрезка длиной не более {\displaystyle 1/N} его общей длины.
Для каких {\displaystyle N} можно построить такую последовательность {\displaystyle x_{1},x_{2},...,x_{N}}?

## Ответ
Может показаться, что каждого целого {\displaystyle N\geq 1} должна существовать такая последовательность вещественных чисел {\displaystyle x_{1},x_{2},...,x_{N}}. То есть такая, что для каждого целого {\displaystyle n\in \{1,\dots ,N\}} и каждого целого {\displaystyle k\in \{1,\dots ,n\}} найдётся такое {\displaystyle i\in \{1,\dots ,n\}}, что выполняется неравенство
{\displaystyle {\frac {k-1}{n}}\leq x_{i}<{\frac {k}{n}}},
Однако, доказано, что таким образом можно поместить на отрезок максимум 17 точек, причём число различных порядков ограничено и равно 768.

Одно из 768 возможных решений.

Одно из 768 возможных решений:
| {\displaystyle x_{1}}  | 0.029 |
| {\displaystyle x_{2}}  | 0.971 |
| {\displaystyle x_{3}}  | 0.423 |
| {\displaystyle x_{4}}  | 0.71  |
| {\displaystyle x_{5}}  | 0.27  |
| {\displaystyle x_{6}}  | 0.542 |
| {\displaystyle x_{7}}  | 0.852 |
| {\displaystyle x_{8}}  | 0.172 |
| {\displaystyle x_{9}}  | 0.62  |
| {\displaystyle x_{10}} | 0.355 |
| {\displaystyle x_{11}} | 0.777 |
| {\displaystyle x_{12}} | 0.1   |
| {\displaystyle x_{13}} | 0.485 |
| {\displaystyle x_{14}} | 0.905 |
| {\displaystyle x_{15}} | 0.218 |
| {\displaystyle x_{16}} | 0.667 |
| {\displaystyle x_{17}} | 0.324 |

## История
Эта задача обсуждается в задачнике Гуго Штейнгауза 1964 года.
Однако там приводятся только оценки — найдено решение для {\displaystyle N=14} и приводится доказательство Анджея Шинцеля, что задача неразрешима при {\displaystyle N=75}. 